# Izeÿl

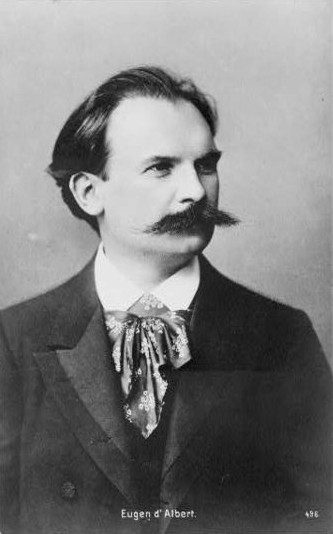
Der deutsche Pianist und Komponist Eugen ďAlbert.

Izeÿl ist ein Musikdrama in drei Aufzügen (vier Bildern) von Eugen d’Albert. Das Libretto verfasste Rudolf Lothar nach einer Vorlage von Armand Silvestre und Eugen Morand. Die Uraufführung der Oper war am 6. November 1909 am Stadttheater Hamburg.

## Handlung

### Erster Aufzug
Die jungen Prinzen Ram Singh, Cavaradjah und Scindya, Söhne der ersten Familien des Landes, umwerben die schöne Kurtisane Izeÿl, werden aber von ihr zurückgewiesen. Um seine Liebe zu beweisen, entfernt Scindya das Heiligtum, einen goldenen Dreifuß mit Weihrauch, aus dem Tempel und stellt es vor Izeÿls Haus. Izeÿl vertröstet ihn auf den Abend. Danach möchte sie und ihre Sklavinnen den Dreifuß zurückbringen, in diesem Moment werden sie jedoch vom Volk und den Brahminen gesehen, für den Diebstahl verantwortlich gemacht und der Gotteslästerung bezichtigt. Die hinzukommende Fürstin Sarvillaka, Scindyas Mutter, rettet sie vor dem Tode mit der Begründung, dass Gott sich nicht um Dirnen schere. Izeÿl, in ihrer Ehre verletzt, schwört Rache. – Der zum König gewählte Prinz soll nach Jahren weltabgeschiedener Erziehung im Tempel gekrönt werden. Ein Yogi tritt auf und berichtet dem Ahnungslosen vom Leid der Welt. Erschüttert beschließt der Prinz, der Herrschaft zu entsagen und als Büßender durch die Welt zu ziehen. Izeÿl: Wüsst’ er, was Liebe ist, so ging' er nicht.

### Zweiter Aufzug
Der Prinz, außerhalb der Zivilisation Schüler lehrend, widersteht der Versuchung zweier Prinzessinnen, ihnen zurück in die Stadt zu folgen. In der Nacht erscheint Izeÿl, nur mit einem Umhang bedeckt, um ihn zu verführen. Doch auch sie, die Dirne, wird durch die Worte des Prinzen ergriffen und zu einem entsagungsvollen Leben bekehrt: Nimm meine Seele, dass sie sich verzehre in deiner Flamme.

### Dritter Aufzug
Scindya und seine Diener bereiten in Izeÿls Haus alles für ihre Rückkehr und für eine Liebesnacht vor. Doch Izeÿl weist Scindya zurück; seine wertvollen Liebesgaben, Juwelen, Perlen, Diamante, Brokate und kostbare Seide, nimmt sie nur an, um sie direkt den Armen zu schenken: Was du mir gibst, soll andern Glück bedeuten. Scindya, rasend, droht, den Prinzen zu töten, wenn Izeÿl ihn nicht erhöre. Als er sie umarmen und küssen will, ersticht sie ihn. Als sie das Kommen der Fürstin vernimmt, versteckt sie seine Leiche unter einem Tisch. Die Fürstin tritt ein und erkennt allmählich, was geschehen ist: Ihr eigener Sohn wurde von Izeÿl ermordet. Sie ordnet grausame Martern und einen langsamen Tod Izeÿls an. – Nach der Folter soll Izeÿl bei lebendigem Leib begraben werden. Der Prinz erlöst die Sterbende mit dem Geständnis seiner Gegenliebe. Die Huris erscheinen in den Wolken, um Izeÿl zu sich zu holen. Der Prinz sinkt weinend auf den geschlossenen Grabhügel.